# Ron Davies (Fußballspieler, 1942)
Ronald Tudor „Ron“ Davies (* 25. Mai 1942 in Holywell; † 24. Mai 2013 in Albuquerque) war ein walisischer Fußballspieler.

## Sportlicher Werdegang
Davies ging mit Mike England in Holywell zur Schule, die beiden spielten bei Blackburn Rovers vor. Während England dort unter Vertrag genommen wurde, kam Davies nur beim Viertligisten FC Chester unter. Zwar belegte der Klub in den Spielzeiten 1060/61 und 1961/62 jeweils den letzten Platz im englischen Profifußball – eine automatische Abstiegsregelung zum Non-League Football gab es seinerzeit nicht –, er wusste jedoch als regelmäßiger Torschütze zu überzeugen. 1962 wechselte er daraufhin zu Luton Town in die Second Division, trotz seiner 21 Saisontore stieg der Klub jedoch als Schlusslicht der Zweitligasaison 1962/63 ab. Daraufhin wechselte er innerhalb der zweithöchsten Spielklasse zu Norwich City, wo er in den folgenden drei Spielzeiten jeweils zweistellig traf. Damit spielte er sich auch in die walisische Nationalmannschaft, für die er im April 1964 bei einer 2:3-Niederlage gegen Nordirland debütierte.
Im Sommer 1966 wechselte Davies zum FC Southampton, der als Vizemeister hinter Manchester City unter dem seit 1955 als Trainer amtierenden Ex-Spieler Ted Bates erstmals in der Vereinsgeschichte in die First Division aufgestiegen war. Dort bildete er fortan mit Mick Channon das Sturmduo, 37 der 71 Tore des Neulings in der Spielzeit 1966/67 gingen dabei auf Davies’ Konto, der damit nicht nur maßgeblich am Klassenerhalt als Tabellenviertletzter beteiligt war, sondern sich auch zum Torschützenkönig der englischen Meisterschaft krönte. Gleichauf mit George Best wiederholte er die Auszeichnung im folgenden Jahr. Dabei zeichnete er sich vor allem durch seine Kopfballgefahr aus – in einem Ligaspiel gegen Manchester United im Sommer 1969 gelangen ihm vier Kopfballtreffer. Bis 1973 lief er für den Klub in der höchsten Spielklasse auf, am Ende musste er wegen Verletzungen und Blessuren zunehmen kürzer treten und verlor seinen Stammplatz.
Im Frühjahr 1973 verpflichtete der Zweitligist FC Portsmouth Davies, ehe er im November 1974 zu Manchester United weiterzog. Der Erstligist befand sich insbesondere nach den Abschieden von Bobby Charlton und Denis Law im Umbruch, so dass er unter Tommy Docherty dennoch lediglich als Einwechselspieler zum Zug kam und letztlich zeitweise an den FC Millwall verliehen wurde.
Davies ließ sich anschließend zunächst an der Südküste Englands nieder, ehe er sich einem Angebot aus der North American Soccer League folgend auf Empfehlung Bests' den Los Angeles Aztecs anschloss. Während der Winterpause spielte er 1976/77 kurzzeitig bei Dorchester Town im Non-League-Bereich. Ab Sommer 1978 spielte er bei den Tulsa Roughnecks, 1979 stand er bei den Seattle Sounders unter Vertrag. Nach dem anschließenden Karriereende blieb er in den Vereinigten Staaten und war als Trainer im Schul- und Collegebereich tätig.